# Josh Klinghoffer
Josh Adam Klinghoffer (Los Angeles, 3 ottobre 1979) è un cantante, polistrumentista e produttore discografico statunitense, chitarrista dei Red Hot Chili Peppers dal 2009 al 2019.

## Biografia
È di origini aschenazite e irlandesi.
Si è unito ai Red Hot Chili Peppers nel 2009, in seguito alla seconda uscita dal gruppo di John Frusciante, col quale ha inoltre collaborato nei suoi lavori solisti tra il 2004 e il 2009 come polistrumentista.
Ha lavorato, oltre che con Frusciante, con The Bicycle Thief, i Golden Shoulders, i Thelonious Monster e ha suonato la batteria nel progetto di rock sperimentale Ataxia insieme a Frusciante e al bassista dei Fugazi Joe Lally con i quali nel 2004 ha pubblicato l'album Automatic Writing, e nel 2007 Automatic Writing II. Josh ha suonato dal vivo con Jon Brion, Vincent Gallo, Marlene Kuntz e i Butthole Surfers. Nel 2003 ha preso parte al "Sea Change Tour" con Beck nel ruolo di polistrumentista addetto alle chitarre e alle tastiere, nel 2004 ha suonato la chitarra in tour con PJ Harvey per la promozione dell'album Uh Huh Her. Dal 2005 al 2006 ha suonato con Michael Rother ed è stato, inoltre, in tour con gli Sparks - dapprima come secondo chitarrista, e poi come chitarrista solista. Inoltre, ha suonato con il gruppo Gnarls Barkley, come tastierista dal vivo nel 2006.
Per quanto riguarda i lavori in studio ha anche collaborato con Gemma Hayes (The Roads Don't Love You, 2005), Charlotte Hatherley (2007) e Toni Oswald (The Diary of Ic Explura).
Nel 2007 partecipa alla seconda parte dello Stadium Arcadium Tour con i Red Hot Chili Peppers in qualità di secondo chitarrista, tastierista e percussionista.
Nel 2008 ha fondato un proprio gruppo musicale di rock sperimentale, i Dot Hacker, dei quali è cantante e chitarrista.
Nel 2009 è uscito The Empyrean, decimo album dell'amico John Frusciante, al quale ha collaborato in qualità di polistrumentista. Nello stesso anno, dopo varie voci e dopo la comunicazione ufficiale da parte di John Frusciante della sua uscita dai Red Hot Chili Peppers, Josh Klinghoffer è diventato il chitarrista ufficiale della band di Los Angeles.
Con il gruppo ha registrato gli album I'm With You, pubblicato nel 2011, e The Getaway nel 2016.
Il 15 dicembre 2019 viene annunciato il suo ritiro dalla band e il successivo rientro di John Frusciante.
Il 23 settembre 2021 debutta come turnista dei Pearl Jam, suonando dal vivo con la band la chitarra e le tastiere. Inoltre, entra nella live band di Eddie Vedder, gli Earthlings, con Glen Hansard, Pino Palladino e Chad Smith.

## Procedimenti giudiziari
Nel luglio 2024, è stato accusato di omicidio colposo di un passante di nome Israel Sanchez, mentre lo stesso Josh, alla guida in un SUV, era distratto al telefono  e lo investì.

## Discografia

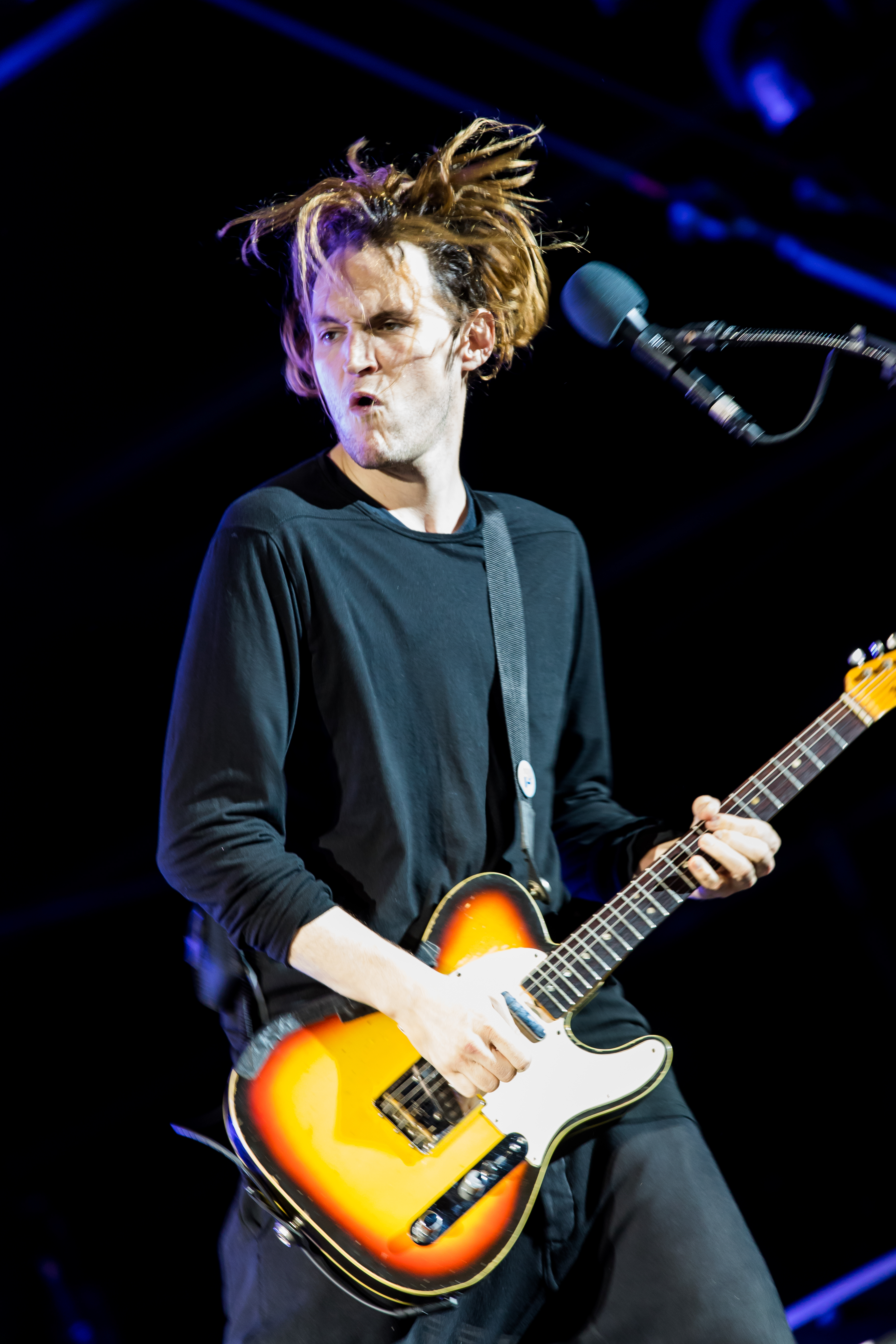
Josh Klinghoffer

### The Bicycle Thief
- You Come and Go Like a Pop Song (1999)

### John Frusciante
- Shadows Collide with People (2004)
- The Will to Death (2004)
- Inside of Emptiness (2004)
- A Sphere in the Heart of Silence (2004)
- The Empyrean (2009)

### Ataxia
- Automatic Writing (2004)
- AW II (2007)

### Bob Forrest
- Wednesday: Modern Folk and Blues (2006)

### Spleen
- Nun Lover! (2006)

### The Diary of Ic Explura
- A Loveletter to the Transformer, Pt. 1 (2006 - solo su Internet)

### Red Hot Chili Peppers

#### Album in studio
- I'm with You (2011)
- The Getaway (2016)

### Dot Hacker
- Inhibition (2012)
- How's Your Process? (Work) & (Play) (2014)
- N°3 (2017)

### Come Pluralone

#### Album
- To Be One with You (2019)
- I Don't Feel Well (2020)
- This is the Show (2022)

#### Singoli
- Io Sono Quel Che Sono B/W Menina Mulher Da Pele Preta (2019)
- You Don't Know What You're Doing B/W Overflowing (2020)
- Obscene B/W Fairy Tale (2020)
- Nowhere I Am B/W Directrix (2020)

## Curiosità
- Josh in un'intervista ha dichiarato di essere un lontano parente di Leon Klinghoffer, imprenditore ebreo ucciso a bordo della nave Achille Lauro per mano del Fronte per la Liberazione della Palestina (FLP), "Leon era il quarto o il quinto cugino del mio bisnonno".[2]